# Mount Duff
Mount Duff är ett berg i Kanada.   Det ligger i provinsen British Columbia, i den västra delen av landet, 4 300 km väster om huvudstaden Ottawa. Toppen på Mount Duff är 2 075 meter över havet, eller 158 meter över den omgivande terrängen. Bredden vid basen är 0,73 km.
Terrängen runt Mount Duff är bergig åt nordväst, men åt sydost är den kuperad. Trakten runt Mount Duff är nära nog obefolkad, med mindre än två invånare per kvadratkilometer.. Det finns inga samhällen i närheten.
Trakten runt Mount Duff är permanent täckt av is och snö. Polarklimat råder i trakten. 